# Das Ich
Das Ich est un groupe allemand de dark wave, originaire de Bayreuth. Il est formé en 1989 par Bruno Kramm et Stefan Ackermann. Son nom, traduit littéralement par « le Je », désigne le concept freudien du Moi. Le groupe est un des pionniers de la Neue Deutsche Todeskunst (littéralement « nouvel art allemand de la mort »).

## Histoire

### Années 1980

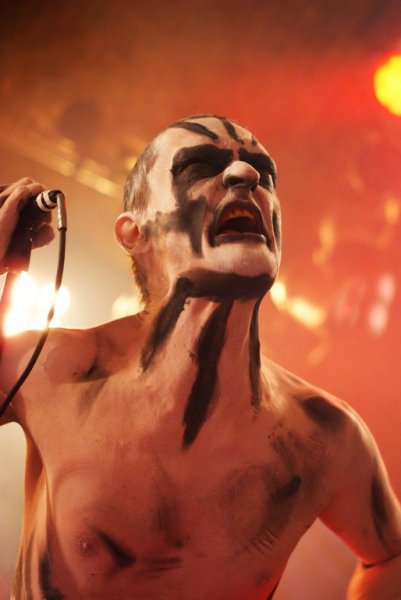
Stefan Ackermann en concert en 2011.

Bruno Kramm commence ses activités musicales en 1984 en formant le projet Decorated Style. En 1986, il crée le groupe Fahrenheit 451, avec lequel il pose les bases du futur son de Das Ich. C'est également en 1986 que Bruno Kramm rencontre Stefan Ackermann, à la discothèque Crazy Elephant de Bayreuth. Ils créent, accompagnés de Stefan Pickl et Peter Meier, le projet Dying Moments, dont les textes sont écrits en allemand, en anglais, mais aussi en français et en latin. Le groupe publie deux cassettes, qui ne sont fabriquées qu'à très peu d'exemplaires.
Das Ich est officiellement formé en 1989 à Bayreuth par Bruno Kramm (musique, chœurs et arrangements) et Stefan Ackermann (paroles et chant) et compte désormais parmi les plus importants groupes de Neue Deutsche Todeskunst[réf. souhaitée]. Certains titres du groupe, tels que Lügen und das Ich, Sodom und Gomorrha (« Sodome et Gomorrhe ») ou Gottes Tod (« la mort de Dieu »), existaient déjà dans des versions préparatoires en 1988. Le groupe est publié par le label créé par Bruno Kramm, Danse Macabre.

### Années 1990

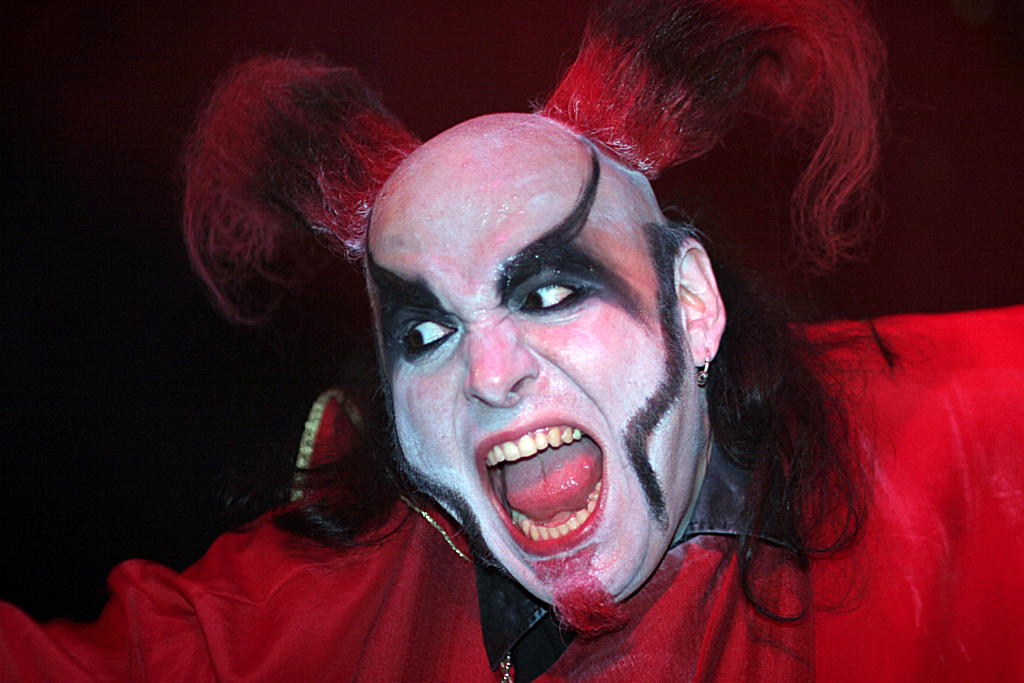
Bruno Kramm en concert en 2006.

En 1991, Das Ich sort son premier album, Die Propheten (« Les Prophètes »), dont certaines pistes avaient déjà été publiées sur leur EP Satanische Verse (« Vers sataniques »). Die Propheten comprend de nombreux titres de style néoclassique synthétique, et les titres Gottes Tod et Kain und Abel (« Caïn et Abel ») font partie des titres-phares (« Everblacks », par références aux Evergreens) de la Schwarze Szene (littéralement : « scène noire », expression désignant la scène gothique allemande). Trois ans plus tard, en 1994, paraît leur deuxième album, Staub (« Poussière »), qui est vu par de nombreux fans comme l'œuvre la plus nihiliste et la plus noire du groupe. En 1995, le groupe publie Feuer (« Feu »), son seul album live, puis Das innere Ich (« Le Moi intérieur »), la bande originale du film Das innere Licht (« La lumière intérieure ») en 1996. Ce dernier album contient, à l'exception de Bin ich es denn ? (« Suis-je réellement cela ? »), des morceaux instrumentaux aux rythmes lents. Les premières éditions de tous ces albums sont très difficiles à trouver, en raison de la faillite du label EFA qui les avait publiées.
L'album Egodram, sorti en 1998, est publié par le label Motor Music, ce qui provoque les critiques de certains fans. Il comprend Destillat, le morceau le plus connu du groupe, qui est depuis la pièce de fermeture de la plupart de ses concerts. Pour la première fois dans l'histoire de Das Ich, un clip est produit pour la chanson. Les ventes d'Egodram étant en dessous de celles attendues par Motor, la collaboration entre le groupe et le label est arrêtée après la publication de cet album. Un autre album sort la même année. Intitulé Morgue, il s'agit d'une mise en musique du recueil de poèmes du même nom de Gottfried Benn. Le poète avait déjà été cité dans quelques textes de Das Ich.

### Années 2000 et 2010

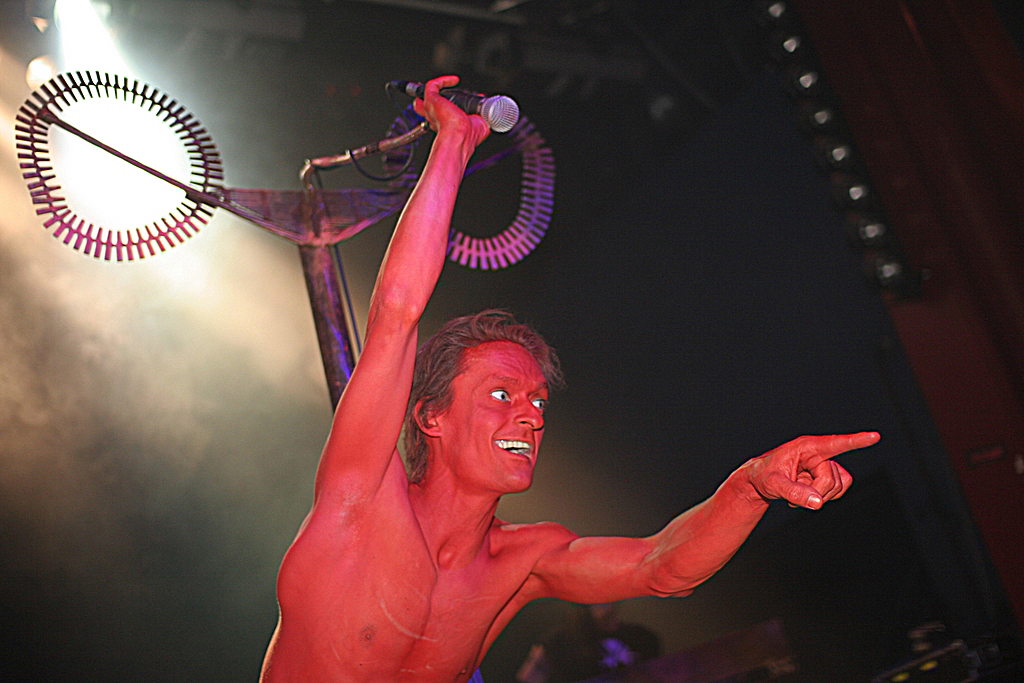
Stefan Ackermann en concert en 2006.

En 2011, le chanteur Stefan Ackermann tombe gravement malade, ce qui oblige le groupe à se produire sans lui au Wave-Gotik-Treffen et à l'Amphi Festival. Le groupe est, pour ces performances, soutenu par d'autres artistes. Début 2012, Stefan Ackermann va mieux et semble avoir surmonté son hémorragie cérébrale. Après sa guérison, le groupe annonce son retour par une participation au Wave-Gotik-Treffen 2013.

## Membres
- Bruno Kramm - musique, chœurs, arrangements
- Stefan Ackermann - chant, paroles

## Discographie
- 1990 : Satanische Verse (MC, réédité en tant qu'EP en 1993)
- 1991 : Satanische Verse / Jericho (CDM)
- 1991 : Die Propheten (LP, CD ; une édition américaine a été publiée en 1995)
- 1994 : Stigma (CDM)
- 1994 : Staub (LP / CD)
- 1995 : Feuer (CD) (Album live)
- 1995 : Die Liebe (CD) (en collaboration avec Atrocity)
- 1996 : Das innere Ich (CD) (Bande originale)
- 1998 : Kindgott (CDM)
- 1998 : Egodram (publié en tant que MC, CD et édition limitée Digipack)
- 1998 : Destillat (CDM)
- 1998 : Morgue (CD ; il existe une édition suédoise)
- 1999 : Re_Kapitulation (CD) (Best-of réalisé pour le marché américain. Édition limitée)
- 2000 : Re_Laborat / Re_Animat (DCD ; il existe une édition française et une édition américaine)
- 2002 : Anti'christ (DLP / CD ; il existe une édition française et une édition américaine)
- 2002 : Momentum (VCD / DVD)
- 2003 : Relikt (CD Best-of / DCD best-of limité)
- 2004 : Lava: Glut (CD+DVD)
- 2004 : Lava: Asche (CD) (Album de remixes de Lava: Glut)
- 2004 : Lava (CD) (édition américaine)
- 2006 : Cabaret (CD)
- 2006 : Cabaret (DCD + DVD) (L'édition limitée comprend deux CD, Cabaret et Variété, ainsi que le DVD, Panoptikum)
- 2007 : Addendum (DCD incluant des versions demos) (édition remastérisée)
- 2007 : Alter Ego (Best-of réalisé pour le marché américain)
- 2008 : Kannibale (EP)
- 2009 : Die Propheten (CD) (réédition)
- 2010 : Antichrist EDITION (CD) (réédition)
- 2011 : Egodram (édition 2011) (CD)